# Frantz Reichel
Frantz Reichel (16 de marzo de 1871; 21 de marzo de 1932) fue un atleta francés. Compitió en los Juegos Olímpicos de Atenas 1896 en atletismo, y en los Juegos Olímpicos de París 1900 como miembro del equipo francés de rugby.
En Atenas 1896, Reichel compitió en los 400 metros llanos. En su serie clasificatoria finalizó tercero, y no avanzó a la final. También participó en los 110 metros con vallas. Diferentes fuentes citan que Reichel se ubicó segundo o tercero en su serie clasificatoria, pero la que más se sostiene es aquella que detalla que Reichel superó al húngaro Alojz Sokol luego de que éste se tropezara en la última valla, pasando a la final. Sin embargo, no compitió en esa final, ya que estaba ayudando a Albin Lermusiaux en la competencia de maratón, que se corría al mismo tiempo..